# L'Ex-femme de ma vie (film)
Pour les articles homonymes, voir L'Ex-femme de ma vie.
Pour plus de détails, voir Fiche technique et Distribution.
L'Ex-femme de ma vie est un film français de Josiane Balasko sorti en 2004.

## Synopsis
Tom est un romancier populaire à succès. Il va bientôt se remarier. Cependant, il rencontre dans un restaurant son épouse précédente. Elle est visiblement sans un sou, sans domicile et enceinte de sept mois et demi. Elle lui demande de l'aide. Tom décide de l'héberger.  Rapidement, son ex-femme et son amie psychiatre envahissent son domicile.

## Fiche technique
- Titre : L'Ex-femme de ma vie
- Réalisation : Josiane Balasko
- Scénario : Josiane Balasko, d'après sa pièce de théâtre
- Production : Josiane Balasko et Louis Becker pour ICE3
- Musique : Mark Russell
- Photographie : Pascal Gennesseaux
- Montage : Claudine Merlin
- Décors : Olivier Radot
- Costumes : Fabienne Katany
- Pays d'origine : France
- Format : couleur - 1,85:1 - Dolby Digital - 35 mm
- Genre : comédie dramatique
- Durée : 95 minutes
- Date de sortie : 8 décembre 2004 (Festival de Marrakech), 2 février 2005 (France et Belgique)

## Distribution
- Thierry Lhermitte : Tom
- Karin Viard : Nina, l'ex-femme de Tom
- Josiane Balasko : Marie-Pierre/Jean-Eusèbe
- Nadia Farès : Ariane, la fiancée de Tom
- Nicolas Silberg : Bourdin, l'éditeur qu'Ariane présente à Tom
- Didier Flamand : René
- Micheline Dax : Madame Belin, l'éditrice de Tom
- Francia Séguy : Madeleine
- George Aguilar : M. Alvarez
- Stella Rocha : Tamira
- Walter Dickerson : Elvire
- Joseph Menant : Lulu
- Sylvie Herbert : Geneviève, la compagne rigide de Jean-Eusèbe
- Luciano Federico : le cuisinier sanglant
- Lucien Jean-Baptiste : l'inspecteur de police
- Dolly Golden : Cynthia, l'infirmière